# Hincmar van Laon
Hincmar van Laon (ook Hincmar de jongere) (? – 879) was een Frankische bisschop van Laon. Van moederskant was hij een neef van aartsbisschop Hincmar van Reims.

## Leven
In het begin van 858 werd de jongere Hincmar dankzij begunstiging door zijn oom tot bisschop van Laon verheven, een suffragaanbisdom van het aartsbisdom Reims. In aanvulling hierop ontving hij een abdij en een functie aan het hof van Karel de Kale. Zijn ambitieuze aard, aanmatigend optreden en gewelddadige karakter bracht hem echter al snel in conflict met niet alleen de koning, maar ook met zijn eigen aartsbisschoppelijke oom. 
Om zichzelf te bevrijden van het gezag van Hincmar van Reims, beriep hij zich op de pseudo-isidorische decretalen. In reactie hierop ontnam Karel de Kale de jongere Hincmar diens abdij en zijn functie aan het hof. Ook sekwestreerde hij de inkomsten van het bisdom Laon. Tegen deze laatste maatregel maakte zijn oom, de aartsbisschop Hincmar van Reims echter bezwaar.
Tijdens de rijksdag van Pistres vond in 869 een verzoening plaats. Tijdens de synode van Verberie brak echter een nieuwe ruzie uit, die resulteerde in de gevangenneming van Hincmar. Hij plaatste zijn bisdom onder interdict, maar dit interdict werd door zijn oom terzijde geschoven. Hij ging in beroep bij paus Adrianus II en legde de paus ernstige beschuldigingen tegen zijn aartsbisschop en de koning voor, dit op basis van een valse voorstelling van zaken. Dit beroep werd echter niet met kracht doorgezet
De definitieve breuk tussen de twee Hincmars werd in 870 duidelijk bij de rijksdagen van Gondreville en Attigny. Elk van hen wendde zich nu tot verschillende canonieke rechtbanken, om daar hun positie te rechtvaardigen. Ondanks zijn hernieuwde oproep aan de paus werd Hincmar van Laon in 871 afgezet tijdens de synode van Doucy, dit als straf voor zijn onwaardige gedrag jegens zijn koning en aartsbisschop. Paus Adrianus II sanctioneerde deze beslissing echter niet en zag ervan af om een opvolger te benoemen. Het was pas in 875, toen Karel de Kale tot keizer werd gekroond, dat Paus Johannes VIII de afzetting van Hincmar bevestigde en dat Hadenulf werd gewijd tot de nieuwe bisschop van Laon. In de tussentijd slaagde Karel er in te verhinderen dat Hincmar naar Rome reisde; hij sloot hem zelfs een tijdje op in de gevangenis, waar hij door een zwager van de koning van zijn gezichtsvermogen werd beroofd.
In 878 zat paus Johannes VIII in eigen persoon de synode van Troyes voor. Hincmar van Laon presenteerde hem op schrift een aanklacht tegen zijn oom Hincmar van Reims. De paus verzachtte zijn lot door hem weer toe te staan het heilig Sacrament te vieren en door hem een deel van de inkomsten, die de bisschopszetel van Laon opleverde, toe te doen komen.

## Werken
De geschriften van Hincmar van Laon zijn opgenomen in de Patrologia Latina CXXIV, blz. 101-26, 1027-1070.

## Voetnoten
- Bibliothèque nationale de France: cb145948207 (data)
- Gemeinsame Normdatei: 118774484
- International Standard Name Identifier: 0000 0003 7418 4634
- Library of Congress Control Number: no2003127388
- Nationale Bibliotheek van Letland: 000179738
- Nationale bibliotheek van Australië: 61542576
- Nationale Bibliotheek van Israël: 987007262759705171
- Nederlandse Thesaurus van Auteursnamen: 074353659
- Réseau des bibliothèques de Suisse occidentale: 02-A009511646
- Système universitaire de documentation: 076079503
- Virtual International Authority File: 62344681

### Toeschrijvingen
Dit artikel berust deels op een publicatie die zich nu in het openbaar domein bevindt: Herbermann, Charles, (1913). "Hincmar (2)". Catholic Encyclopedia. Robert Appleton Company. Deze vermelding citeert:
- Louis Cellot, Vita Hincmari junioris, zie Mansi, Coll. conc., XVI, blz. 688 e.v.;
- Hefele, Konziliengeschichte, 2nd ed., IV (1879), blz. 380 e.v., blz. 489 e.v., blz. 530, blz. 535